# Фокин, Сергей Викторович
Сергей Викторович Фокин (2 мая 1963, Москва) — советский и российский хоккеист, защитник, тренер.

## Биография
Начинал играть в низших лигах за «Химик» Энгельс (1981/82 — 1982/83) и «Кристалл» Саратов (1982/83 — 1983/84). В сезонах 1984/85 — 1991/92 выступал за московский «Спартак». В дальнейшем играл в Швеции за «Вестерос» (1992/93 — 1993/94), «Ферьестад» (1994/95 — 2001/02), «Бурос» (2002/03 — 2004/05), «Мальмё Редхокс» (2002/03).
Участник чемпионатов мира 1995, 1996, 1997, 1998.
По окончании игровой карьеры стал работать тренером со шведскими клубами низших дивизионов и с молодёжными командами.

## Достижения
- Серебряный призёр Чемпионата СССР — 1991.
- Двукратный бронзовый призёр Чемпионата СССР — 1986, 1992 (СНГ).
- Трёхкратный чемпион Швеции — 1997, 1998, 2002.
- Вошёл в пятерку лучших игроков «Ферьестада» за всю историю[1].